# Choritaenia capensis
Choritaenia capensis là một loài thực vật có hoa trong họ Hoa tán. Loài này được Benth. mô tả khoa học đầu tiên năm 1877.